# Forges, Seine-et-Marne
Forges är en kommun i departementet Seine-et-Marne i regionen Île-de-France i norra Frankrike. Kommunen ligger i kantonen Montereau-Fault-Yonne som tillhör arrondissementet Provins. År 2022 hade Forges 432 invånare.

## Befolkningsutveckling
Antalet invånare i kommunen Forges
| Referens: INSEE |